# العلاقات الكينية المالية
العلاقات الكينية المالية هي العلاقات الثنائية التي تجمع بين كينيا ومالي.

## مقارنة بين البلدين
هذه مقارنة عامة ومرجعية للدولتين:
| وجه المقارنة                                              | كينيا                         | مالي            |
| --------------------------------------------------------- | ----------------------------- | --------------- |
| المساحة (كم2)                                             | 581.31 ألف                    | 1.24 مليون      |
| عدد السكان (نسمة)                                         | 48.47 مليون                   | 18.54 مليون     |
| الكثافة السكانية (ن./كم²)                                 | 83.38                         | 14.95           |
| العاصمة                                                   | نيروبي                        | باماكو          |
| اللغة الرسمية                                             | اللغة السواحلية، لغة إنجليزية | لغة فرنسية      |
| العملة                                                    | شيلينغ كيني                   | فرنك غرب أفريقي |
| الناتج المحلي الإجمالي (بليون دولار)                      | 74.94 مليار                   | 15.29 مليار     |
| الناتج المحلي الإجمالي (تعادل القوة الشرائية) بليون دولار | 142.24 مليار                  | 35.69 مليار     |
| الناتج المحلي الإجمالي الاسمي للفرد دولار أمريكي          | 1.38 ألف                      | 724             |
| الناتج المحلي الإجمالي للفرد دولار أمريكي                 | 2.95 ألف                      | 1.60 ألف        |
| مؤشر التنمية البشرية                                      | 0.548                         | 0.419           |
| رمز المكالمات الدولي                                      | +254                          | +223            |
| رمز الإنترنت                                              | .ke                           | .ml             |
| المنطقة الزمنية                                           | ت ع م+03:00                   | 00              |

## منظمات دولية مشتركة
يشترك البلدان في عضوية مجموعة من المنظمات الدولية، منها:
| علم المنظمة | اسم المنظمة                                                | تاريخ انضمام كينيا | تاريخ انضمام مالي |
| ----------- | ---------------------------------------------------------- | ------------------ | ----------------- |
|             | البنك الإفريقي للتنمية                                     | ?                  | ?                 |
|             | العملية المشتركة للاتحاد الأفريقي والأمم المتحدة في دارفور | ?                  | ?                 |
|             | المركز الدولي لتسوية المنازعات الاستشارية                  | 2 فبراير 1967      | 2 فبراير 1978     |
|             | مؤسسة التنمية الدولية                                      | 3 فبراير 1964      | 27 سبتمبر 1963    |
|             | مؤسسة التمويل الدولية                                      | 3 فبراير 1964      | 9 مايو 1978       |
|             | الاتحاد البريدي العالمي                                    | ?                  | ?                 |
|             | البنك الدولي للإنشاء والتعمير                              | 3 فبراير 1964      | 27 سبتمبر 1963    |
|             | منظمة التجارة العالمية                                     | 1995               | ?                 |
|             | منظمة حظر الأسلحة الكيميائية                               | ?                  | ?                 |
|             | الفريق المعني برصد الأرض                                   | ?                  | ?                 |
|             | الأمم المتحدة                                              | 16 ديسمبر 1963     | 28 سبتمبر 1960    |
|             | مجموعة دول أفريقيا والكاريبي والمحيط الهادئ                | ?                  | ?                 |
|             | الاتحاد الأفريقي                                           | 13 ديسمبر 1963     | ?                 |
|             | وكالة ضمان الاستثمار متعدد الأطراف                         | 28 نوفمبر 1988     | 22 أكتوبر 1992    |
|             | منظمة الشرطة الجنائية الدولية                              | ?                  | ?                 |
|             | يونسكو                                                     | 7 أبريل 1964       | 7 نوفمبر 1960     |
|             | الاتحاد الدولي للاتصالات                                   | 11 أبريل 1964      | 21 أكتوبر 1960    |

## وصلات خارجية
- موقع وزارة الخارجية الكينية